# 신한대학교
신한대학교(信韓大學校, Shinhan University)는 경기도 의정부시와 동두천시에 캠퍼스를 두고 있는 대한민국의 사립 대학이다.
각각 2003년, 1971년에 설립된 한북대학교와 신흥대학교가 2013년 3월 통합하여, 2014년 1월 신한대학교로 교명을 변경하며 현재에 이른다. 국문 약칭으로 신한대(信韓大) 등이 사용되고 있다.

## 연혁
신한대학교는 2013년은 한북대학교와 신흥대학교가 통합된 대학이다. 한북대학교는 학교법인 신흥학원에 의하여 2003년 설립되었다. 신흥대학교는 1971년 학교법인 신흥학원에서 설립한 신흥보건전문학교가 모태로, 1979년 전문대학으로 개편되어 신흥보건전문대학으로 교명을 변경하고, 1980년 신흥실업전문대학, 1988년 신흥전문대학, 1998년 5월 신흥대학을 거쳐 2011년 신흥대학교로 교명을 변경한다.

### 1970년~1979년
학교법인 신흥학원에 의하여 1971년 12월, 경기도 의정부시 일대에 신흥보건전문학교가 설립되었다. 이듬해 3월 개교하였다. 1979년 1월, 전문대학으로 개편하며 신흥보건전문대학으로 교명을 변경하였다.

### 1980년~1999년
1980년 9월, 신흥실업전문대학으로 교명을 변경한다. 1988년 3월 신흥전문대학으로 교명을 변경하였다. 1998년 5월, 신흥대학으로 교명을 변경한다. 한편, 대학 설립 주체이자 운영 주체인 학교법인 신흥학원은 일반대학 설립을 위한 준비에 들어간다.

### 2000년~2010년
2003년 10월, 경기도 동두천시 일대에 일반대학인 한북대학교가 설립된다. 이듬해 3월 개교하였다.

### 2011년~현재
2011년 11월, 신흥대학이 신흥대학교로 교명을 변경한다.
한편, 2013년 3월 19일, 학교법인 신흥학원에서 신청한 대학 통폐합 신청이 인가되어 2014년 1월 신한대학교로 교명을 변경하였다. 같은 해 3월 개교하였으며, 각각 캠퍼스는 이원화 캠퍼스 형태로 현재에 이르고 있다.

## 교육편제
학부와 대학원 과정이 모두 설치되어 있다.

### 학부
2023년 현재 정규 단과대학으로 7개 대학이 설치되어 있다. 이 중 제1캠퍼스에 사회과학대학, 경영대학, 보건대학, 공과대학, 디자인예술대학, 태권도·체육대학 등 6개 대학 아래 32개 학과를, 제2캠퍼스에 간호대학, 공과대학 등 2개 대학 아래 2개 학과를 설치하고 있다. 한편 평생교육, 학점은행제 등을 위한 평생학습중심대학을 편제하고 있다.

### 대학원
신한대학교의 대학원은 일반 1개원, 특수 1개원으로 구성한다. 일반대학원의 경우, 석사 14학과, 박사 14학과를 설치하고 있다. 특수대학원의 경우 지식복지대학원이 설립되어 있다.

## 사건과 비판

### 교비 횡령 총장 선임에 대한 비판
2018년 7월 신한대학교 총장에 취임한 서갑원 전 의원이 임기 4년 가운데 1년 1개월 만인 지난 19일 사임하고 2019년 8월 20일 학교법인 신흥재단 이사회를 통해 강성종을 총장으로 선임했다. 하지만 교비 횡령으로 의원직을 상실했던 강성종 전 국회의원이 신한대학교 총장에 전격 선임된 사실이 알려지면서 학생들이 이용하는 페이스북 익명 커뮤니티 계정 '신한대학교 대나무숲'에 비난 글이 뜨겁다.

## 캠퍼스 풍경
신한대학교는 경기도에 2개의 캠퍼스를 둔 사립 대학이다. 법적 공시 기준으로는 동두천캠퍼스가 본교, 의정부캠퍼스가 이원화 캠퍼스에 해당하나, 학교 내 실제호칭 및 망월사역 부역명 등을 참고하면, 의정부캠퍼스를 제1캠퍼스, 동두천을 제2캠퍼스로 호칭하고 있다.

### 제1캠퍼스
신한대학교 제1캠퍼스는 호원동에 위치해있으며, 구 신흥대학교 부지다. 약 17만m2의 교지가 있으며, 16동의 건축물이 위치한다. 캠퍼스 근처 망월사역(신한대 제1캠퍼스)이 위치하여 교통이 편리한 편이다. 일반대학원과 특수대학원 등이 이 캠퍼스에 위치하고 있다.

#### 주요 건축물
- 믿음관: 총장실 등 대학 운영에 필요한 부처가 입주한 건축물이다.
- 진리관: 중앙도서관이 위치한 건축물로, 4층과 5층에 위치한다. 중앙도서관은 1971년 12월 23일 신흥대학 도서실로 설립되었다.

### 제2캠퍼스
신한대학교 제2캠퍼스는 상패동에 위치해있으며, 구 한북대학교 부지다. 약 15만m2의 교지가 있으며, 6동의 건축물이 위치한다.

## 같이 보기
- 강신경
- 한북대학교
- 신흥대학교